# ولاية ماردة (فنزويلا)
ولاية ماردة ولاية فنزويلية، تقع في الجزء الغربي من فنزويلا، على سلسلة جبال الأنديز أعلى 10 قمم في البلد, وأعلاها قمة بوليفار 5007 متر. مركز الولاية هو ماردة على ارتفاع يبلغ 1.630 متر. طقس مائل إلى البرودة غالبا. مدينة تعليمية وسياحية مهمة جدا في فنزويلا. اقتصادها مبني على السياحة والزراعة واستخراج المعادن. كما أنها تحتوي على جامعة دي لوس أنديس من أهم الجامعات في فنزويلا.

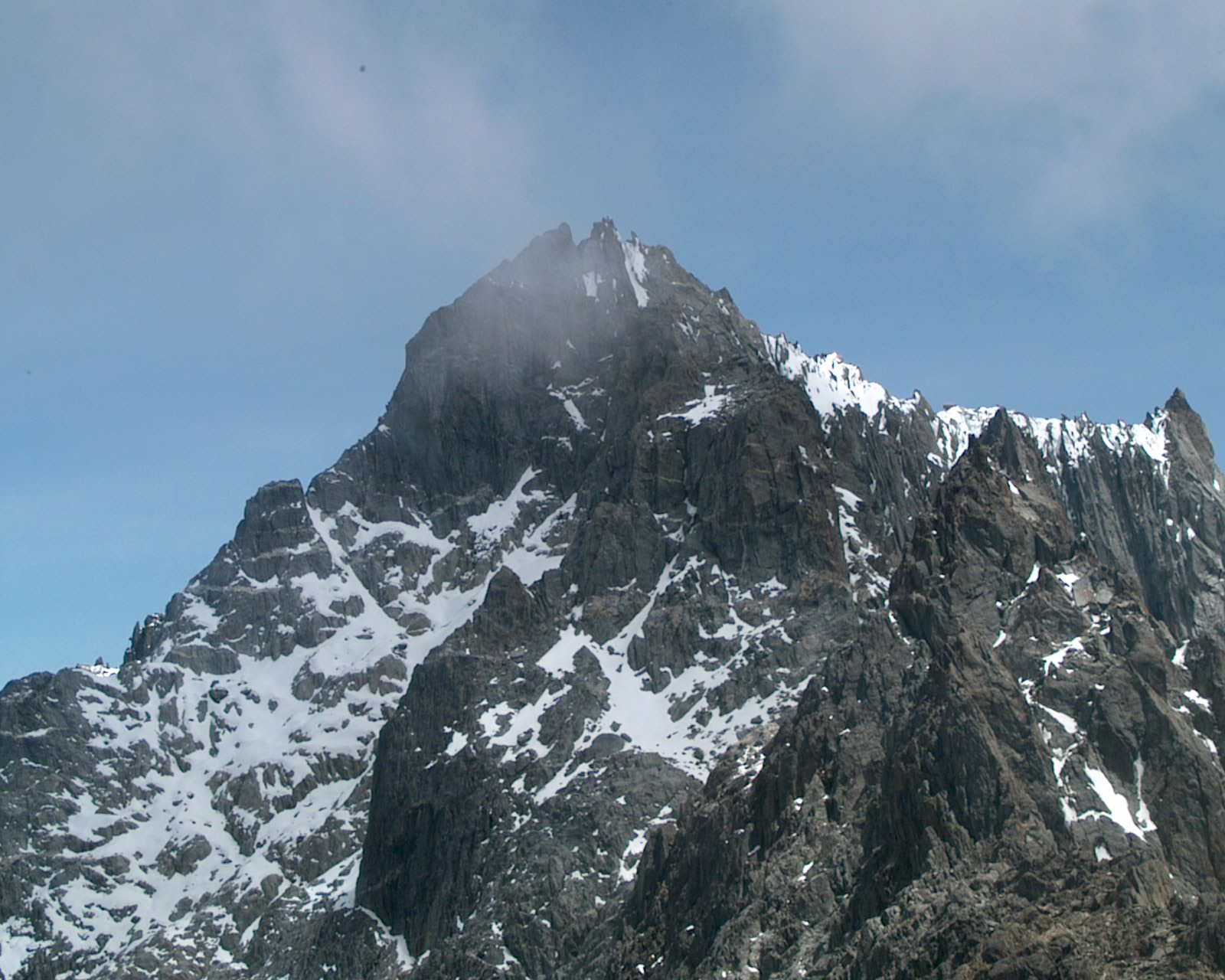
قمة بوليفار 5007 متر

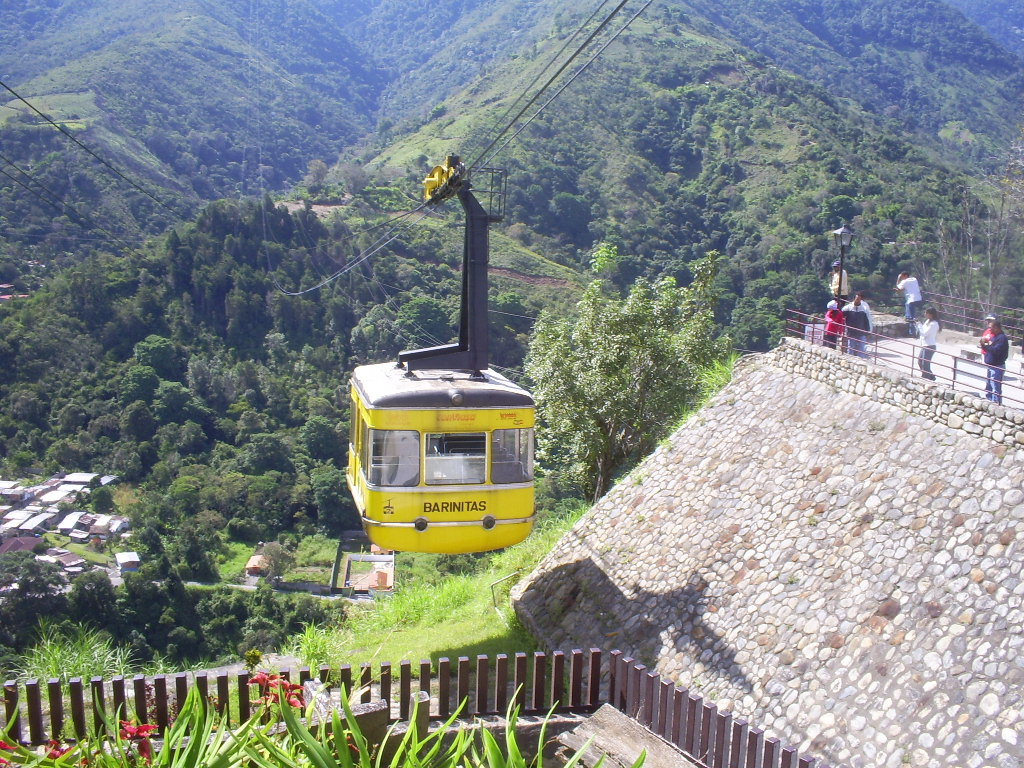
تلفريك ماردا, أعلى تلفريك في العالم!

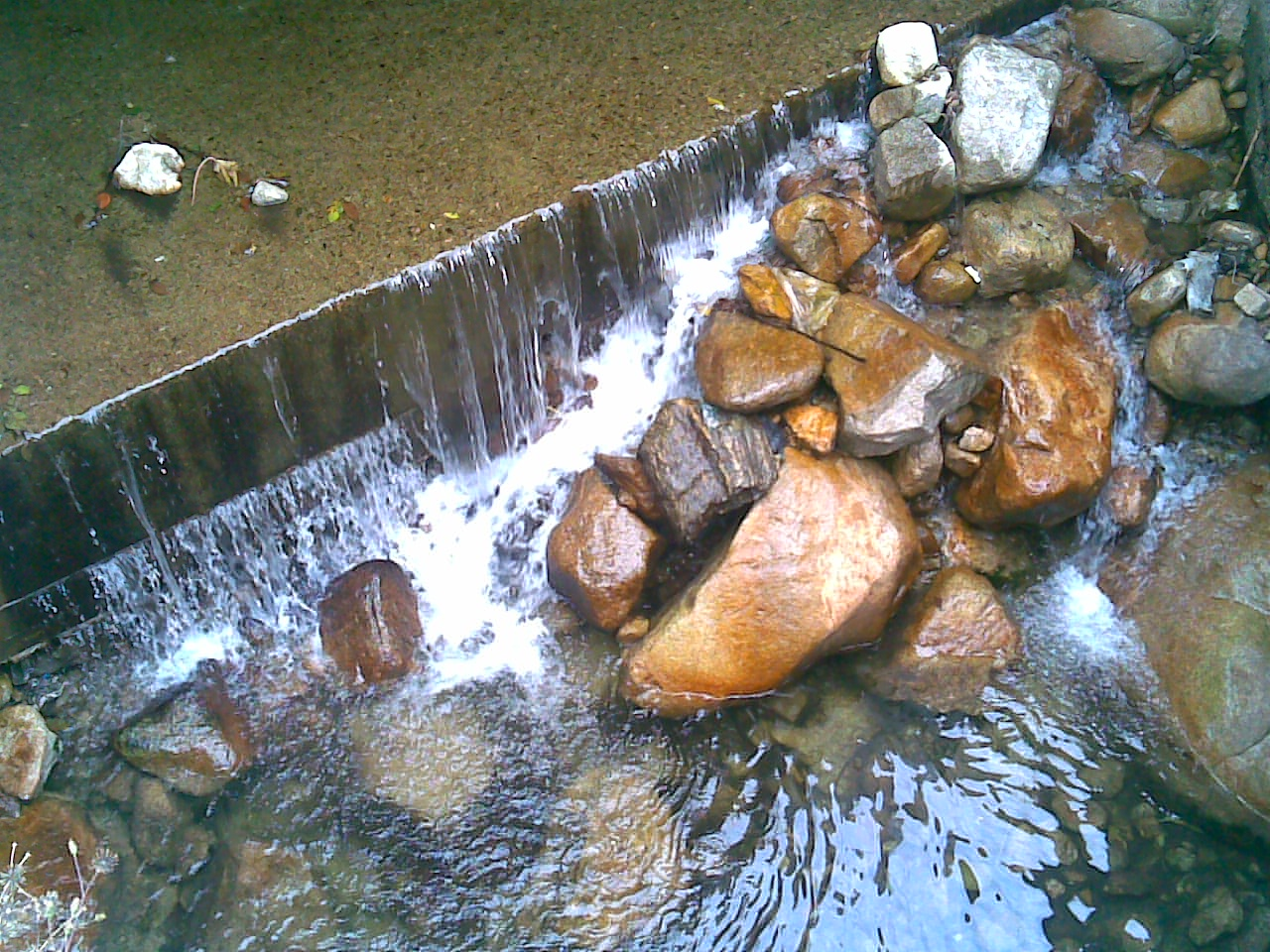
نهر في موكوروبا على سفوح جبال الأنديز

## أعلام
- خوسيه مانويل بريسينو غيريرو
- خوسيه هومبيرتو كوينتيرو بارا
- إدوين فاليرو